# Cyamon
Cyamon is een geslacht van sponsdieren uit de klasse van de Demospongiae (gewone sponzen).

## Soorten
- Cyamon agnani (Boury-Esnault, 1973)
- Cyamon amphipolyactinum van Soest, Carballo & Hooper, 2012
- Cyamon argon Dickinson, 1945
- Cyamon arguinense van Soest, Carballo & Hooper, 2012
- Cyamon aruense Hentschel, 1912
- Cyamon hamatum van Soest, Carballo & Hooper, 2012
- Cyamon koltuni Sim & Bakus, 1986
- Cyamon neon de Laubenfels, 1930
- Cyamon quadriradiatum (Carter, 1880)
- Cyamon quinqueradiatum (Carter, 1880)
- Cyamon vickersii (Bowerbank, 1864)